# Павловский сельсовет (Добринский район)
Павловский сельсовет — упразднённое сельское поселение в Добринском районе Липецкой области Российской Федерации.
Административный центр — село Павловка.

## История
Статус и границы сельского поселения установлены Законом Липецкой области от 23 сентября 2004 года № 126-ОЗ «Об установлении границ муниципальных образований Липецкой области».
Законом Липецкой области от 16 ноября 2016 года № 18-ОЗ, 1 декабря 2016 года сельские поселения Новочеркутинский и Павловский сельсоветы были объединены в Новочеркутинский сельсовет.

## Население
| 2010 | 2012  | 2013  | 2014  | 2015  | 2016  |
| ---- | ----- | ----- | ----- | ----- | ----- |
| 1252 | ↘1216 | ↘1176 | ↘1145 | ↘1115 | ↘1099 |

## Состав сельского поселения
| № | Населённый пункт     | Тип населённого пункта       | Население |
| - | -------------------- | ---------------------------- | --------- |
| 1 | Георгиевка           | деревня                      | 186       |
| 2 | Евлановка            | деревня                      | 111       |
| 3 | Кочегуровка          | деревня                      | 93        |
| 4 | Кочетовка            | деревня                      | 36        |
| 5 | Павловка             | село, административный центр | 312       |
| 6 | Посёлок имени Ильича | посёлок                      | 419       |
| 7 | Смеловка             | деревня                      | 95        |